# Красовицкий, Зиновий Иосифович
Красовицкий Зиновий Иосифович (27 ноября 1923 — 22 августа 2008) — украинский учёный, профессор, доктор медицинских наук, Заслуженный врач УССР (1966).

## Биография
Родился 27 ноября 1923 года в г. Середина-Буда Сумской области. После окончания сумской школы в 1941 году был направлен на обучение в Куйбышевской военно-медицинской академии. С 1943 года участвовал в боях на Курской дуге, как военный фельдшер. В составе Первой Гвардейской Краснознамённой танковой армии с боями освобождал Украину и родной город Сумы, Беларусь, Польшу и дошёл до Берлина. Лично вынес с поля боя 178 раненых, при этом сам получил четыре ранения, самое тяжёлое − в Берлине, вследствие которого подвергся ампутации ноги. При возвращении с войны продолжил обучение в Харьковском медицинском институте, который окончил с отличием в 1948 году, после чего был направлен на работу в г. Сумы. Неоднократно избирался депутатом Сумского городского совета народных депутатов, где возглавлял Комиссию по вопросам здравоохранения. Заведовал инфекционными отделениями 2-й и 4-й городских больниц, с 1976 года инфекционным отделением первой городской больницы, которое впоследствии стало школой передового опыта в Украине. З.И. Красовицкий был награждён серебряной медалью ВДНХ за успехи в развитии инфекционной службы. Параллельно прикладывал немало усилий для реализации своей мечты — создания современной инфекционной больницы, где наука и практика сочетались бы на уровне мировых стандартов. Приложил немало усилий для основания в 1992 г. лечебного учреждения нового типа — центра по инфектологии и медико-биологическим проблемам в экологии, который впоследствии приобрёл статус областного учреждения и превратился в областную инфекционную больницу, которую Зиновий Красовицкий возглавлял до 2000 года. Работая врачом, защитил кандидатскую диссертацию. В 1980 году ему было присвоена ученая степень доктора медицинских наук. В 1996 году создал в г. Сумы лечебно-диагностический и производственный центр «Экобинф». В 1998 Красовицкий возглавил кафедру инфекционных болезней с курсом эпидемиологии медицинского факультета Сумского государственного университета.
Последние годы жизни Красовицкий провёл в Германии, куда переехала вся его семья. Умер Зиновий Иосифович 22 августа 2008 года. По его завещанию похоронен в городе Сумы (на Центральном кладбище) 29 августа 2008 года.

## Научные труды
Подготовил более 150 научных работ в отечественных и международных изданиях.
- Влияние хронической алкогольной интоксикации на течение дифтерии (1997)
- Геморрагическая лихорадка в Сумской области (1997)
- Дискуссионные вопросы тактики ведения больных на дифтерию (2000)
- К вопросу диагностики «современной» дифтерии (1997)
- Клинико-диагностические особенности современной туляремии (1999)
- Некоторые проблемы, которые предстоит решить (1999)
- В классификации колитов, правильной клинической трактовке термина, принципах диагностики и терапии (2001)
- Особенности клинического течения дифтерии в последние годы (1997)
- Почему иммунизация населения против дифтерии проводимая в последние годы не дала ожидаемого эффекта (1997)
- Применение гипохлорида натрия в клинике инфекционных болезней (1997)
- Применение гипохлорита натрия в комплексном лечении больных дифтерией, злоупотребляющих спиртными напитками (1997)
- Применение и перспектива применения препаратов из плаценты человека в лечебной практике (1997)
- Реабилитация больных вирусными гепатитами в городе Сумы (1997)

Стимулятор роста экология (1999)

## Общественная деятельность
Был постоянным членом правления научно-практического общества инфекционистов СССР, Украины, членом правления международного общества аллергологов и иммунологов. Преподавал курс инфекционных болезней в Сумском медицинском училище.

## Награды
- Два ордена Красной Звезды
- Два ордена Отечественной Войны
- Орден Октябрьской Революции
- Орден Трудового Красного Знамени
- Орден «За заслуги»
- Заслуженный врач УССР (1966)[3]
- Неоднократно награждался грамотами Правительства Украины за вклад в развитие инфекционной службы.

## Память
Решением Сумского областного совета в 2003 году областной инфекционной клинической больнице присвоено имя её основателя З.И. Красовицкого, а в ноябре 2004 года на фасаде больницы в торжественной обстановке открыт барельеф выдающегося врача.
Имя Зиновия Красовицкого также носит переулок в Сумах.